# Berliet CBD
Der Berliet CBD war ein mittlerer französischer Lastkraftwagen aus der Zeit zu Beginn des Ersten Weltkrieges.

## Geschichte, Technik

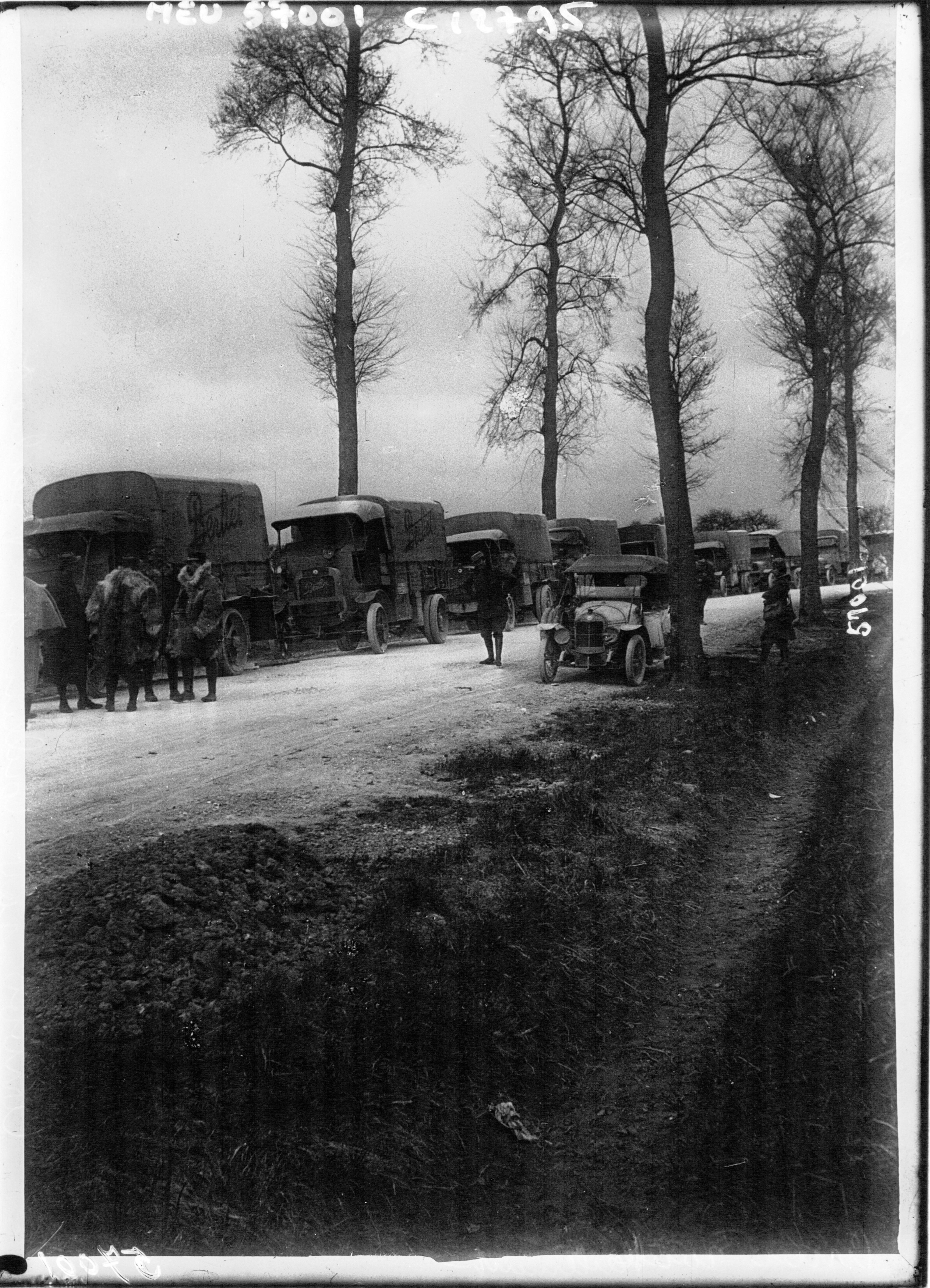
Berliet CBD der französischen Armee im Jahr 1915.

Die allgemeine Betriebserlaubnis für den Berliet CBD wurde im Juli 1913 erteilt, ab diesem Zeitpunkt wurde das Fahrzeug gebaut. Nachgewiesen sind die vier Chassisnummern 10483, 10484, 10490 und 11801, es dürften aber noch etliche weitere Exemplare gebaut worden sein, zumal es mehrere Serien gab (s. u.).
Der wassergekühlte Vierzylindermotor hatte eine Bohrung von 100 und einen Hub von 140 mm, also einen Hubraum von 4398 cm³ und gab seine nicht genannte Höchstleistung bei 1250/min ab. Steuerlich war das Fahrzeug mit 22 Steuer-PS eingestuft. Das Getriebe hatte vier Vorwärtsgänge, dazu einen Rückwärtsgang. die Nutzlast betrug 3,5 Tonnen. Der Antrieb auf die Hinterachse erfolgte über Ketten. Der Radstand wird mit 3,75 m angegeben, nach anderer Quelle mit 3,40 m. Das Fahrzeug war ein Frontlenker, leer wog es 3220 kg.
Das Fahrzeug war auch als Omnibus mit 24 bis 30 Sitzen sowie als Ausflugbus (Charabanc) lieferbar, wobei eine Werbeannonce sechs an verschiedene Betreiber von Omnibuslinien verkaufte Fahrzeuge zeigt.

## 3. Serie
Über eine zweite Serie (CBD2) wird in den vorhandenen Quellen nichts gesagt. Am 27. Juni 1914 erhielt der Prototyp einer 3. Serie, Berliet CBD3 genannt, die allgemeine Betriebserlaubnis. Die Bohrung des Motors war von 100 auf 110 mm vergrößert worden, das Fahrzeug hatte damit einen Hubraum von 5322 cm³. Das Fahrzeug hatte 22 Steuer-PS, die unbekannte effektive Leistung wurde bei 1200/min entwickelt. Der Radstand war mit 3,75 m gleich wie bei der ersten Serie, die Spur vorne maß 1,80, hinten 1,82 m. Die Nutzlast war auf 4 Tonnen angehoben. Diese dritte Serie wurde bis 1915 in unbekannten Stückzahlen gebaut.